# Legionowo (Gozdy)
Legionowo – część wsi Gozdy w Polsce położona w województwie łódzkim, w powiecie sieradzkim, w gminie Brzeźnio.
Do 23 czerwca 1927 miejscowość nosiła nazwę Kolonia Mironówka.
W latach 1975–1998 Legionowo administracyjnie należało do województwa sieradzkiego.